# Castelo ibérico estratégico

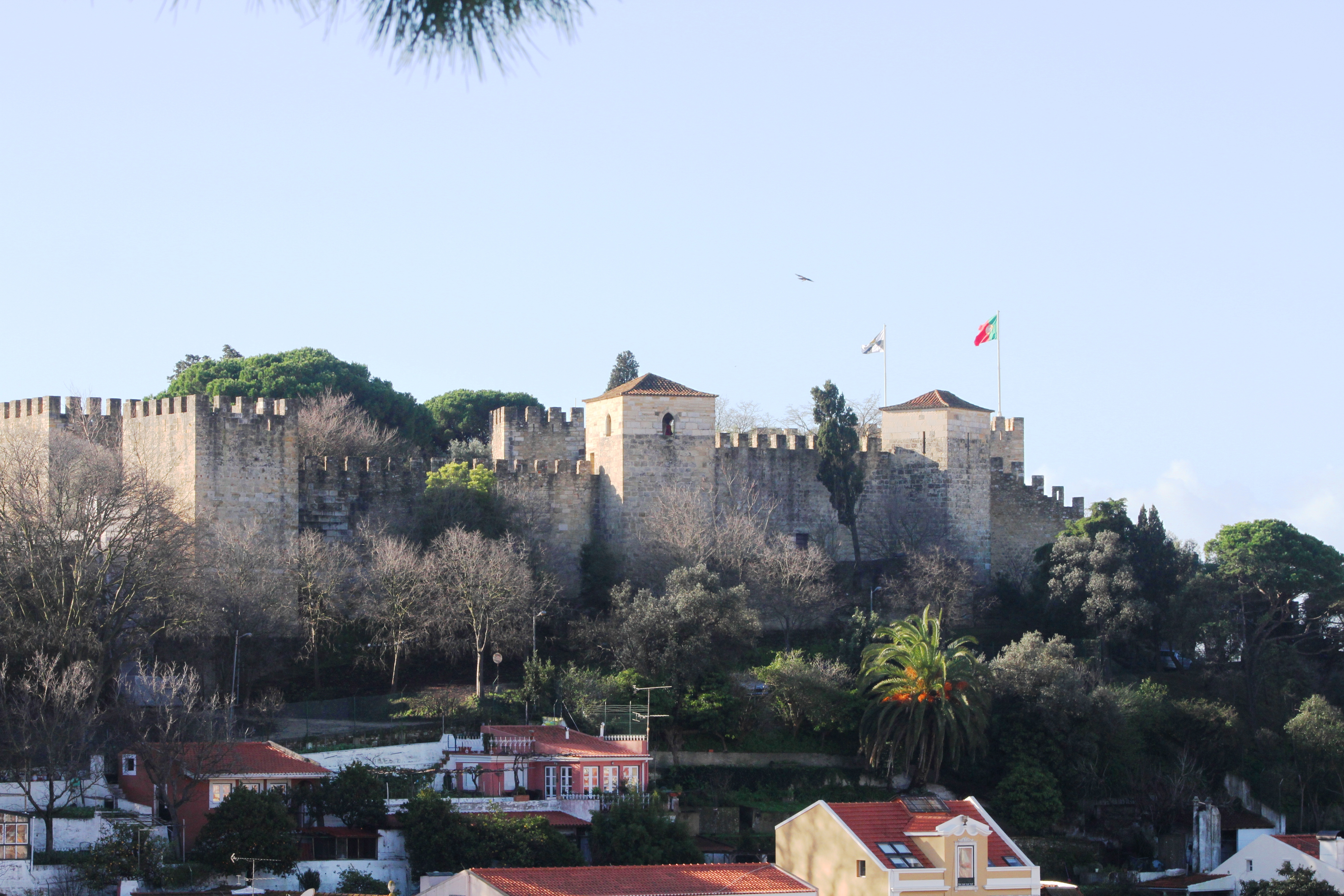
Castelo de São Jorge

O castelo Ibérico é um castelo militar e estratégico bem diferente do castelo europeu típico, este de natureza senhorial.

## Origem
Os visigodos, em contacto com o Império Bizantino, assimilaram sua excelência cultural, nomeadamente a sua arquitectura militar e mantiveram na Península Ibérica o castelo de concepção romama, tradição que posteriormente os árabes desenvolveram adaptando-os às eminências rochosas - o que lhe roubou a sua geometria regular, inspirada nos acampamentos militares romanos, mas que os tornou mais funcionais.
A alcáçova (castelo) árabe tinha normalmente dois pátios, a níveis diferentes: o inferior muito grande, destinava-se a serviços menores e a acolher o povo com os seus gados, de onde lhe advinha o nome de albacar, e o pátio superior que albergava a mesquita, para os serviços religiosos, e o alcácer, para os serviços administrativos e de chefia. O elemento artístico predominante era o arco em ferradura.

## Reconquista Cristã
Quando se iniciou a Reconquista Cristã, os cristãos ocuparam as elaboradas alcáçovas árabes e atribuíram-lhes igualmente funções militares mas, de raízes culturais diferentes, substituíram as marcas árabes pelas cristãs, não raro se encontrando presentes no mesmo castelo elementos de ambas culturas.
O arco de ferradura cedeu lugar ao arco de volta inteira e o castelo cristão acrescentava, às vezes, aos dois pátios da alcáçova, um terceiro pátio onde os Templários de D. Gualdim Pais começaram a implantar uma torre com características especiais, que tomou a designação de Torre de Menagem e é típica e exclusiva dos castelos cristãos ibéricos. Pela importância que o castelo assumia para a sobrevivência do povo de profundas raízes religiosas e ainda em perigo, com cujo destino se identificava, construíram-se no seu interior uma igreja, que muitas vezes foi denominada por Igreja de Santa Maria do Castelo. Por sua vez o alcácer deu lugar à alcaidaria, na medida em que o chefe militar e administrativo se demominava por alcaide.

## Feudalismo
No segundo ou terceiro pátio a Torre de Menagem imprimia a diferença fundamental entre o castelo senhorial da Europa não ibérica, marcada pelo feudalismo, e o castelo da Península Ibérica, onde o feudalismo não vingou da mesma maneira.
No resto da Europa o castelo era dos senhores feudais que, senhores autónomos de um território dentro do reino, se atacavam mutuamente; na Península Ibérica o castelo era do soberano, que reinava em todo o território e delegava a sua autoridade no alcaide que jurava o preito de menagem (juramento de fidelidade ao rei) na Torre de Menagem - o símbolo da soberania do rei .